# Tylomischus
Tylomischus is een geslacht van vliesvleugeligen uit de familie Eulophidae. De wetenschappelijke naam van dit geslacht is voor het eerst geldig gepubliceerd in 1972 door De Santis.

## Soorten
Het geslacht Tylomischus omvat de volgende soorten:
- Tylomischus areolatum De Santis, 1972
- Tylomischus flavitibiae De Santis, 1972